# Atletica leggera ai Giochi della XVI Olimpiade - 10000 metri piani

Video della Finale (film ufficiale dei Giochi)

La competizione dei 10000 metri piani maschili di atletica leggera ai Giochi della XVI Olimpiade si è disputata il giorno 23 novembre 1956 al Melbourne Cricket Ground.

## L'eccellenza mondiale
| Campione olimpico 1952   | 29'17"0     | Emil Zátopek | Solo Maratona |
| Camp. europeo 1954       | 28'58"0     | Emil Zátopek | Solo Maratona |
| Primatista mondiale      | 28'30"4 '56 | Vladimir Kuc | Presente      |
| Vincitore dei Trials USA | 30'52"0     | Max Truex    | Presente      |

## Risultati

### Finale
Finale diretta con 25 partenti.

Il sovietico Kuc si mette alla guida del gruppo fin dal primo giro. Domina la gara in lungo e in largo e vince d'autorità. Il suo maggior rivale, il britannico Pirie, cede a quattro giri dalla fine e finisce ultimo.

Non finisce la gara il vincitore dei Trials, Max Truex.
| Pos.    | Atleta                | Età | Nazione          | Tempo Ufficiale | Tempo Ufficioso |
| ------- | --------------------- | --- | ---------------- | --------------- | --------------- |
| Oro     | Vladimir Kuc          | 29  | Unione Sovietica | 28'45"6         | 28'45"59        |
| Argento | József Kovács         | 30  | Ungheria         | 28'52"4         | 28'52"36        |
| Bronzo  | Allan Lawrence        | 26  | Australia        | 28'53"6         | 28'53"59        |
| 4       | Zdzisław Krzyszkowiak | 27  | Polonia          | 29'05"0         | 29'05"41        |
| 5       | Kennet Norris         | 25  | Gran Bretagna    | 29'21"6         |                 |
| 6       | Ivan Černiavskij      | 26  | Unione Sovietica | 29'31"6         |                 |
| 7       | Dave Power            | 28  | Australia        | 29'49"2         |                 |
| 8       | Gordon Pirie          | 25  | Gran Bretagna    | 29'49"6         |                 |
| 9       | Herbert Schade        | 34  | Germania         | 30'00"6         |                 |
| 10      | Frank Sando           | 25  | Gran Bretagna    | 30'05"0         |                 |
| 11      | Pavel Kantorek        | 26  | Cecoslovacchia   | 30'06"0         |                 |
| 12      | Alain Mimoun          | 35  | Francia          | 30'18"0         |                 |
| 13      | Walter Konrad         | 28  | Germania         | 30'30"0         |                 |
| 14      | Frans Herman          | 29  | Belgio           | ND              |                 |
| 15      | Thyge Thøgersen       | 30  | Danimarca        | ND              |                 |
| 16      | Pëtr Bolotnikov       | 26  | Unione Sovietica | ND              |                 |
| 17      | Klaus Porbadnik       | 26  | Germania         | ND              |                 |
| 18      | Gordon McKenzie       | 29  | Stati Uniti      | 30'34"4         |                 |
| 19      | Rune Åhlund           | 26  | Svezia           | 30'57"0         |                 |
| 20      | Dave Stephens         | 28  | Australia        | ND              |                 |
| 21      | Dick Hart             | 29  | Stati Uniti      | 31'06"8         |                 |
| 22      | Ilmari Taipale        | 28  | Finlandia        | 31'10"6         |                 |
| 23      | Doug Kyle             | 24  | Canada           | 31'21"0         |                 |
| Rit.    | Max Truex             | 21  | Stati Uniti      |                 |                 |
| Rit.    | Myitung Naw           | 22  | Birmania         |                 |                 |